# لوپسویل (تگزاس)
لوپسویل (به انگلیسی: Lopezville) یک منطقهٔ مسکونی در ایالات متحده آمریکا است که در شهرستان ایدالگو، تگزاس واقع شده‌است. لوپسویل ۴٫۶ کیلومتر مربع مساحت و ۴٬۳۳۳ نفر جمعیت دارد و ۳۲ متر بالاتر از سطح دریا واقع شده‌است.